# Het gebroken oor
Het gebroken oor (oorspronkelijke Franse titel: L'Oreille cassée) is het zesde verhaal uit de reeks Kuifje-strips van de Belgische tekenaar en scenarist van stripverhalen Hergé (1907-1983).
Het verhaal werd voor het eerst gepubliceerd in wekelijkse afleveringen van 5 december 1935 tot en met 25 februari 1937 in de jeugdbijlage Le Petit Vingtième van het Belgische rooms-katholieke en conservatieve dagblad Le Vingtième Siècle. In 1937 verscheen de eerste albumuitgave.

## Bekende personages die geïntroduceerd worden
- Generaal Alcazar zal in drie van de latere verhalen terugkeren, namelijk De zeven kristallen bollen, Cokes in voorraad en Kuifje en de Picaro's.
- Ridgewell en de Arumbaya's keren terug in Kuifje en de Picaro's.
- Pablo keert ook terug in Kuifje en de Picaro's.
- R.W. Chicklet keert terug in Kuifje en de Alfa-kunst.

## Verhaal
Kuifje bezoekt samen met zijn hond Bobbie een museum. Diezelfde avond laat een man zich opsluiten, steelt een fetisj van de Arumbaya-indianen en verdwijnt de volgende ochtend direct na het openen van het museum. De dag erop staat het beeldje weer in het museum. Men beschouwt het als een flauwe grap, maar alleen Kuifje heeft gezien dat het niet hetzelfde beeldje is. Het originele beeldje heeft namelijk een beschadiging aan het rechteroor, het beeldje dat nu in het museum staat is echter onbeschadigd.
Kort hierna overlijdt de kunstenaar Balthasar, zijn dood wordt toegeschreven aan een gaslek. De papegaai van Balthasar is echter nog in leven, terwijl die bij een gaslek ook had moeten sterven. Er moet dus moord in het spel zijn. Kuifje vermoedt dat Balthasar vermoord is omdat hij de replica van de fetisj gemaakt had, en hij probeert de papegaai te kopen. De Zuid-Amerikaanse bandieten Alonzo Perez en Ramon Bada zitten er echter ook achter aan en proberen Kuifje te vermoorden. Uiteindelijk krijgen Perez en Bada de vogel als eerste in handen. Zij maken uit de woorden van de sprekende papegaai op dat Balthasar vermoord is door Rodrigo Tortilla. Kuifje luistert hen intussen af en komt er zodoende ook achter dat Tortilla de fetisj gestolen heeft.
Beide partijen volgen Tortilla aan boord van een schip naar San Theodoros. Onderweg vermoorden Ramon en Alonzo Tortilla en gooien zijn lichaam overboord. In zijn koffer treffen ze echter nog een tweede replica aan, waarvan ze denken dat dit het originele fetisj is. Kuifje laat hen arresteren in San Theodoros, maar de officier die de arrestatie leidt is een vriend van hen: hij laat niet alleen de schurken vrij, maar zorgt er ook voor dat Kuifje een koffer vol explosieven in handen krijgt. Kuifje wordt naar aanleiding hiervan ter dood veroordeeld.
De executie wordt opgehouden doordat er net op dat moment een burgeroorlog uitbreekt tussen de troepen van generaal Tapioca en die van generaal Alcazar. In afwachting van zijn executie krijgt Kuifje de traditionele sterkedrank aguardiente aangeboden, wat hem in dronken staat voor het vuurpeloton doet belanden, alwaar hij continu Alcazar prijst. Wanneer Alcazars troepen even later Kuifje redden, vallen zijn lofprijzingen zo op dat Alcazar Kuifje tot kolonel benoemt. Om het evenwicht in de rangverdeling te herstellen wordt Kolonel Diaz, Alcazars vorige adjudant, prompt tot korporaal gedegradeerd, waarop hij wraak zweert. Kuifje wordt nogmaals door Alonzo en Ramon gevangengenomen, maar overmeestert hen. Kort daarna pleegt Diaz een mislukte aanslag, waarop de generaal last krijgt van geelzucht.
Terwijl Kuifje de zaken van de generaal waarneemt arriveert een zekere Chicklet, vertegenwoordiger van General American Oil. Chicklet is uit op olievelden in het gebied Gran Chapo, dat gedeeltelijk van buurland Nuevo Rico is. Hij biedt Kuifje geld om Alcazar te bewegen tot oorlog met Nuevo Rico, wat Kuifje pertinent weigert. Hierop stuurt Chicklet de huurmoordenaar Pablo op Kuifje af. Een gelijktijdige aanval van Ramon doet de aanslag echter mislukken, waardoor Pablo overgeleverd wordt aan Kuifjes genade. Kuifje spaart Pablo's leven. Hierop vervalst Chicklet een brief waarin Kuifje als een spion van Nuevo Rico wordt neergezet: Kuifje valt hierdoor bij Alcazar uit de gratie en wordt opnieuw ter dood veroordeeld. Pablo is zijn levensschuld echter niet vergeten en redt Kuifje uit de dodencel, waarna Kuifje in een dienstwagen de grens over vlucht. Nuevo Rico, waarvan de president op soortgelijke wijze wordt omgekocht door British Oil, grijpt dit incident aan voor een oorlog met San Theodoros.

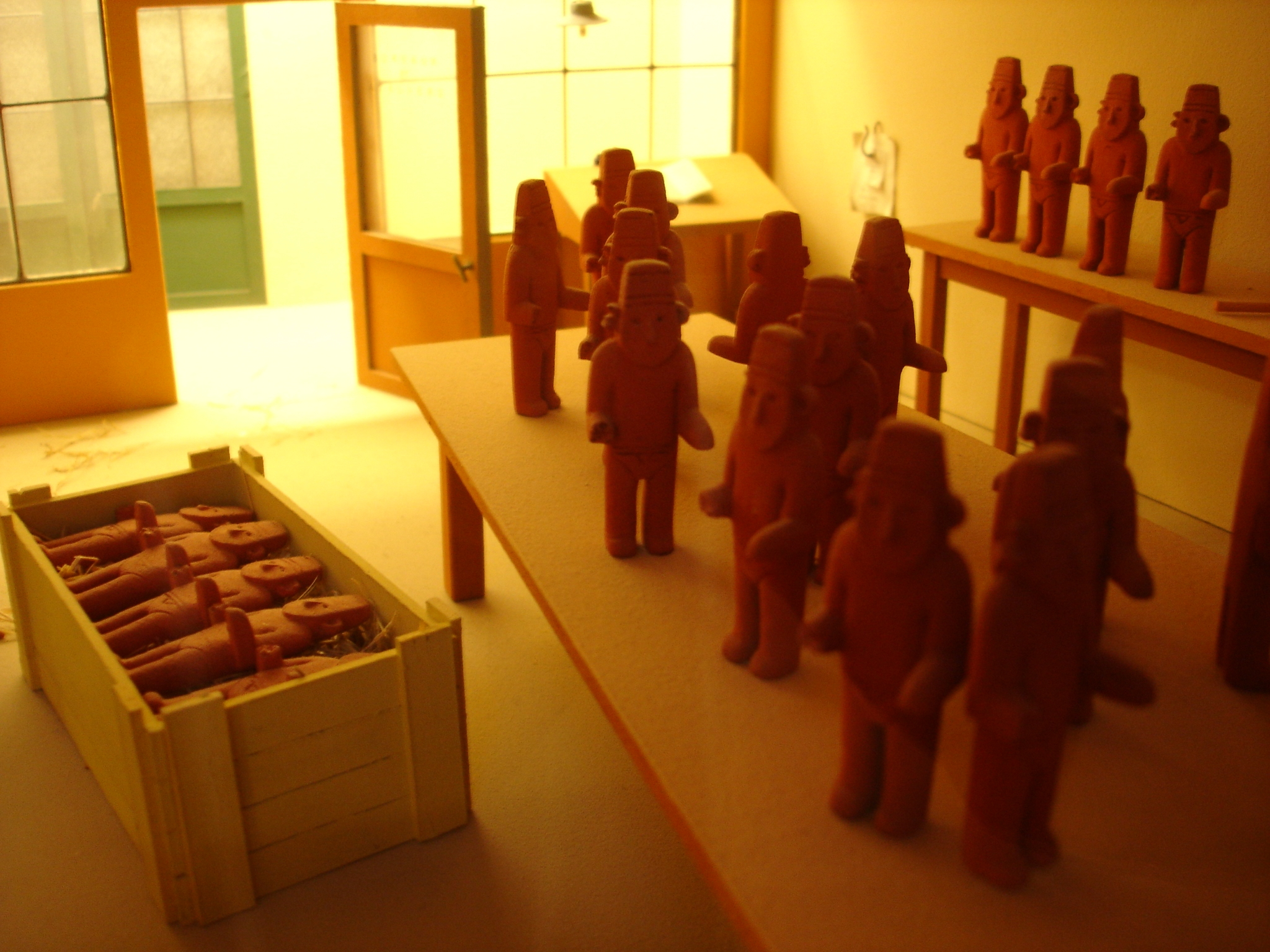
Kuifje stoot op meerdere replica's van de fetisj

Kuifje besluit de rivier op te varen, het regenwoud in, om de Arumbaya's te zoeken. Hij hoopt via hen te ontdekken wat er met de houten fetisj aan de hand is. In het regenwoud ontmoet Kuifje Ridgewell, een Britse ontdekkingsreiziger die ervoor gekozen heeft om de rest van zijn leven bij de Arumbaya's te blijven. Ze worden gevangen door een vijandelijke stam, maar worden vrijgelaten door een truc van de buiksprekende Ridgewell. Terug in het dorp vertelt het opperhoofd dat de fetisj oorspronkelijk aan een ontdekkingsreiziger genaamd Walker gegeven was, als teken van vriendschap. Toen de expeditie vertrokken was, bleek er echter ook een heilige steen gestolen. De Arumbaya's vielen hierop de expeditie aan. Walker ontsnapte met de fetisj, evenals een Mesties genaamd Lopez, die zwaargewond vluchtte.
Kuifje verlaat de stam en komt Ramon en Alonzo opnieuw tegen. De schurken blijken in het bezit van een papier, geschreven door Lopez. Hieruit blijkt dat Lopez de dief was en dat hij de edelsteen in de fetisj verstopt had. Hoe Tortilla vervolgens aan de brief van Lopez is gekomen, wordt niet meer duidelijk; Tortilla is immers dood. Als Alonzo en Ramon weer ontsnappen, ziet Kuifje geen andere mogelijkheid dan met Bobbie terug te keren naar huis. De oorlog is inmiddels ook afgelopen, nadat bleek dat er toch geen olie in Gran Chapo te vinden was.
Terug in Europa komt Kuifje plotseling meerdere replica's van de fetisj tegen in antiekwinkels, alle met het gebroken oor. Deze blijken gemaakt in de fabriek van de broer van Balthasar, die het beeldje aantrof in Balthasars nalatenschap. Het origineel is echter verkocht aan een Amerikaan genaamd Goldbarr, die onderweg is naar huis. Kuifje slaagt erin het schip per watervliegtuig te bereiken, maar Alonzo en Ramon blijken hem voor te zijn. Tijdens een worsteling valt de fetisj kapot, waarop de edelsteen in zee valt. Al vechtend valt het drietal in het water: Kuifje wordt door de bemanning gered, maar Alonzo en Ramon komen niet meer boven. Nadat Kuifje de geschiedenis aan Goldbarr heeft verteld, besluit deze om de fetisj na reparatie terug te schenken aan het museum.

## Achtergrond

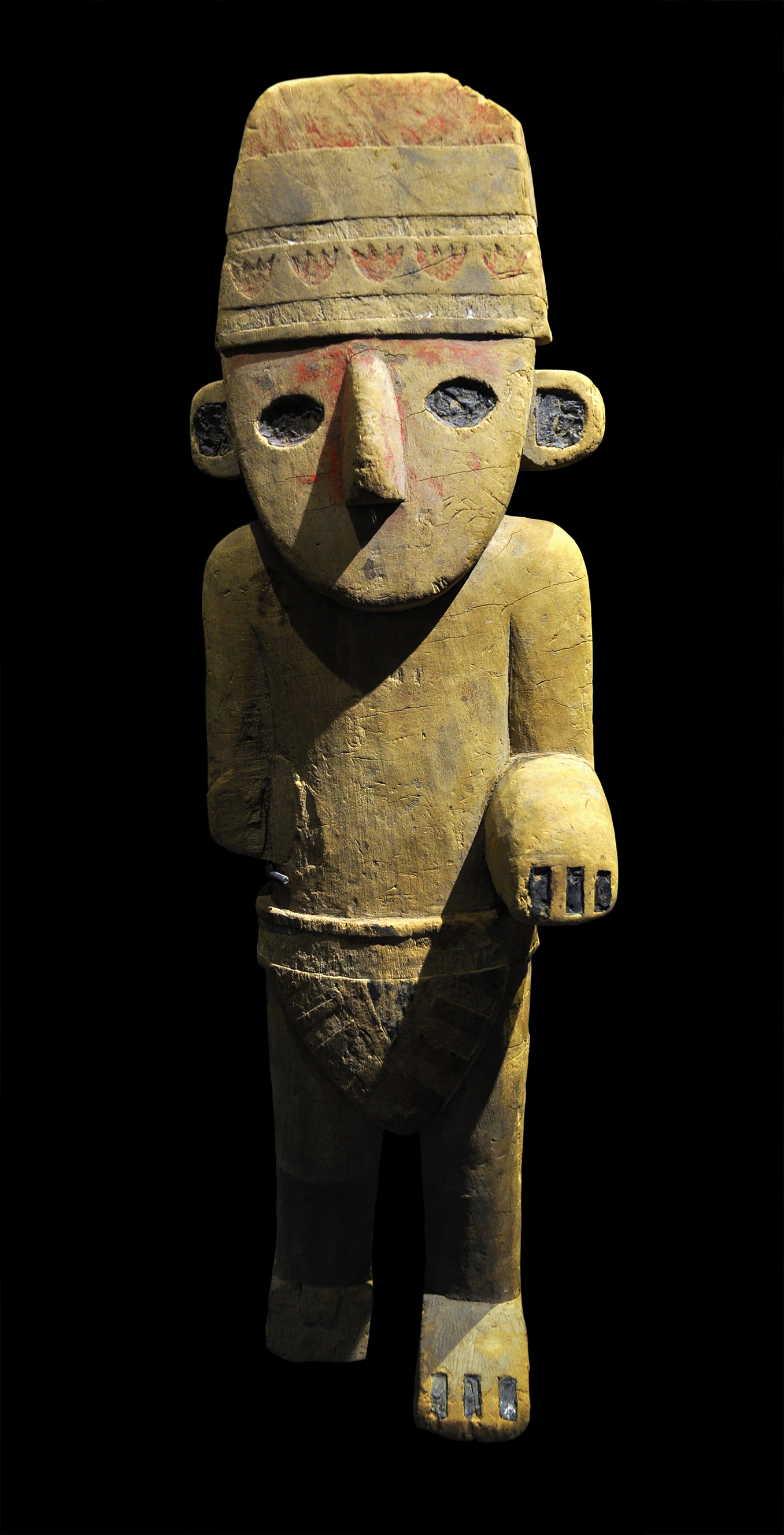
Peruaans offerbeeldje

- Hergé baseerde zich voor de strip op een Peruaans offerbeeldje uit het Jubelparkmuseum.
- Net als in De Blauwe Lotus sluit Hergé nauw aan bij de politieke actualiteit. De oorlog om het gebied Gran Chapo tussen San Theodoros en Nuevo Rico in het album is gebaseerd op de Chaco-oorlog tussen Bolivia en Paraguay. Informatie over deze oorlog verkreeg hij uit het Franse tijdschrift La Crapouillot, waarin ook veel foto's stonden, evenals uit het boek La guerre secrète pour le pétrole uit 1934 van Antoine Zischka.[1]
- De taal die de Arumbayastam spreekt is zowel in de originele Franstalige versie als de Nederlandstalige gebaseerd op het Vlaams, zoals men dat in Brussel spreekt; het zogenaamde Marols. Hergés grootmoeder van moeders kant was afkomstig uit de Marollen en op basis van zijn jeugdherinneringen aan haar uitspraken liet hij de Arumbaya's in dit album en later ook in Kuifje en de Picaro's quasi-Marols spreken.
- Wapenhandelaar Basil Bazaroff is gebaseerd op de Griekse wapenhandelaar Basil Zaharoff (1849-1936).[2]
- De naam van de indianenstam Arumbaya is afgeleid van rhumba en baba au rhum, ofwel van krentencakejes op rum.[3]
- De boom in het water op de voorplaat is een bestaande boom en exact nagetekend van een foto.
- Een van de indianen heette oorspronkelijk Carajo. Toen de clichés al gereed waren, liet hij die alsnog veranderen in Caraco. Carajo betekent namelijk bordeel, iets waar Hergé pas op het laatste moment achter kwam.[4]
- Bij de publicatie van het stripverhaal in het Franse tijdschrift Coeurs Vaillants werd in 1938 één plaatje gecensureerd, dat waar de twee verdronken boeven door duiveltjes worden weggevoerd. In het weekblad is het vervangen door een tekening van een over het water turende Kuifje die de woorden "God hebbe hun ziel" uitspreekt.[5] In de albumuitgave is het oorspronkelijke plaatje met de duiveltjes gehandhaafd.
- De stoomlocomotief op pagina 39 is een weergave van een Belgische 'Type 36'.[6]
- In tegenstelling tot de meeste andere Kuifje-verhalen heeft Kuifje in Het gebroken oor geen eivormig maar een rond hoofd, dat kenmerkend is voor de oudste tekenstijl van Hergé. In het vorige verhaal De Blauwe Lotus – waarvan alleen de eerste paar pagina's later zijn hertekend – is grotendeels deze zelfde tekenstijl terug te vinden.

## Publicaties
De strip werd voor het eerst gepubliceerd van 5 december 1935 tot en met 25 februari 1937 in de jeugdbijlage Le Petit Vingtième van het Belgische rooms-katholieke en conservatieve dagblad Le Vingtième Siècle. Dat gebeurde wekelijks met twee pagina's van elk drie stroken. Er was niet echt een titel. In Frankrijk verscheen het voor het eerst in het Franse weekblad Coeurs Vaillants met als titel Tintin et Milou chez les Arumbayas.
Er zijn twee hoofdversies: het Franstalige originele album in zwart-wit uit september 1937 en de vernieuwde, ingekleurde versie uit 1943. De kleurenversie verscheen in het Nederlands in 1946 als album. De originele zwart-witversie met Nederlandse vertaling kwam alsnog in albumvorm uit in 1991.
Het verhaal werd in het Nederlands voor het eerst gepubliceerd van 23 december 1942 tot en met 23 februari 1944 in de wekelijkse kinderbijlage van de Belgische krant Het Laatste Nieuws, onder de titel Gespleten Oor. Kuifje heette toen nog Tintin in het Nederlands.